# Warburton (Wiktoria)
Warburton – miasto w Australii, w stanie Wiktoria.